# Hans-Joachim Braun (Historiker)

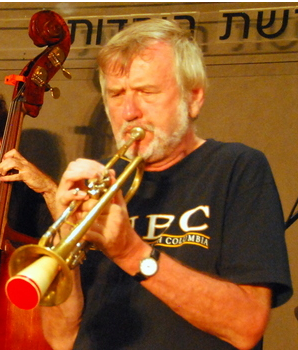
Hans-Joachim Braun

Hans-Joachim Braun (* 6. Oktober 1943 in Königsberg, Ostpreußen) ist ein deutscher Sozial-, Wirtschafts- und Technikhistoriker sowie ehemaliger Hochschullehrer.

## Leben und Wirken
Hans-Joachim Braun studierte in den 1960er Jahren an den Universitäten Münster, Bochum, Bristol sowie an der London School of Economics. In Bochum erfolgte 1971 seine Promotion und 1979 die Habilitation.
Von 1971 bis 1979 war er wissenschaftlicher Assistent an der Universität Bochum. Ab 1979 arbeitete er als Privatdozent mit Forschungs- und Lehraufenthalten an der Stanford University und dem Massachusetts Institute of Technology. Zudem war er Fellow der Royal Society of Arts.
Von 1982 bis zu seiner Emeritierung 2008 war Braun Inhaber des Lehrstuhls für Neuere Sozial-, Wirtschafts- und Technikgeschichte an der Helmut-Schmidt-Universität in Hamburg. Gegenwärtig ist er Lehrbeauftragter an der Helmut-Schmidt-Universität, der HafenCity Universität Hamburg, der Technischen Universität Hamburg-Harburg sowie Distinguished Visiting Scholar am Green College der University of British Columbia in Vancouver, Kanada.
Zu Brauns Forschungsschwerpunkten zählen technische Neuerungen, Technologietransfer, fehlgeschlagene Innovationen, das Verhältnis von Technik und Musik im 20. Jahrhundert, ferner der Vergleich technischer und künstlerischer Kreativität, insbesondere bei Erfindungs- und Konstruktionsprozessen in der Technik und Kompositionsprozessen in der Musik sowie die Verwissenschaftlichung und Technisierung der Fußballtaktik.
Darüber hinaus ist Braun Herausgeber der Studien zur Technik-, Wirtschafts- und Sozialgeschichte, Mitglied des Editorial Board der Zeitschriften ICON. Journal of the International Committee for the History of Technology (ICOHTEC), History of Technology, Vulcan: Journal of the Social History of Military Technology, der Palgrave Studies in the History of Science and Technology und Transfers, Interdisciplinary Journal of Mobility Studies. Braun fungierte und fungiert als Mitglied der Académie Internationale d`Histoire des Sciences, als Präsident des International Committee for the History of Technology (ICOHTEC), als Fellow of the Royal Society of Arts, als Vorsitzender des Wissenschaftlichen Beirats der Georg-Agricola-Gesellschaft zur Förderung der Geschichte der Naturwissenschaften und Technik sowie als Vorsitzender der Hans-Schimank-Gedächtnis-Stiftung.
Er ist seit 1971 verheiratet mit Kathleen, geb. Iddon, und hat drei Kinder.

## Schriften (Auswahl)
- Technologische Beziehungen zwischen Deutschland und England: Von der Mitte des 17. bis zum Ausgang des 18. Jahrhunderts. Düsseldorf 1974.
- Wirtschafts- und finanzpolitische Entscheidungsprozesse in England in der ersten Hälfte des 19. Jahrhunderts. Frankfurt am Main/New York 1984.
- The German Economy in the Twentieth Century. The German Reich and the Federal Republic. London/New York 1990, Neuauflage 2011.
- Failed Innovations. In: Social Studies of Science 22 (1992), als Herausgeber.
- Konstruktion, Destruktion und der Ausbau technischer Systeme zwischen 1914 und 1945. In: H.-J. Braun, W. Kaiser: Energiewirtschaft, Automatisierung, Information (= Propyläen Technikgeschichte. Bd. 5). Berlin 1992, S. 11–279/533–548.
- Music and Technology in the 20th Century. Baltimore/London 2002, als Herausgeber.
- Die 101 wichtigsten Erfindungen der Weltgeschichte. München 2005.
- Energie: Gas und Kernkraft (= Schriftenreihe der Georg-Agricola-Gesellschaft, Bd. 35). Freiberg 2012, als Herausgeber.
- Hans-Joachim Braun (Hrsg.): Creativity: Technology and Music. Peter Lang, Frankfurt am Main 2016, ISBN 978-3-631-54365-8.